# Budějovický měšťanský pivovar

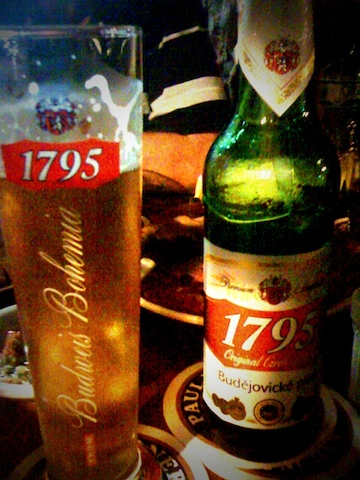
1795 Original Czech Lager (původně 1795 B.B. Budweiser Bier)

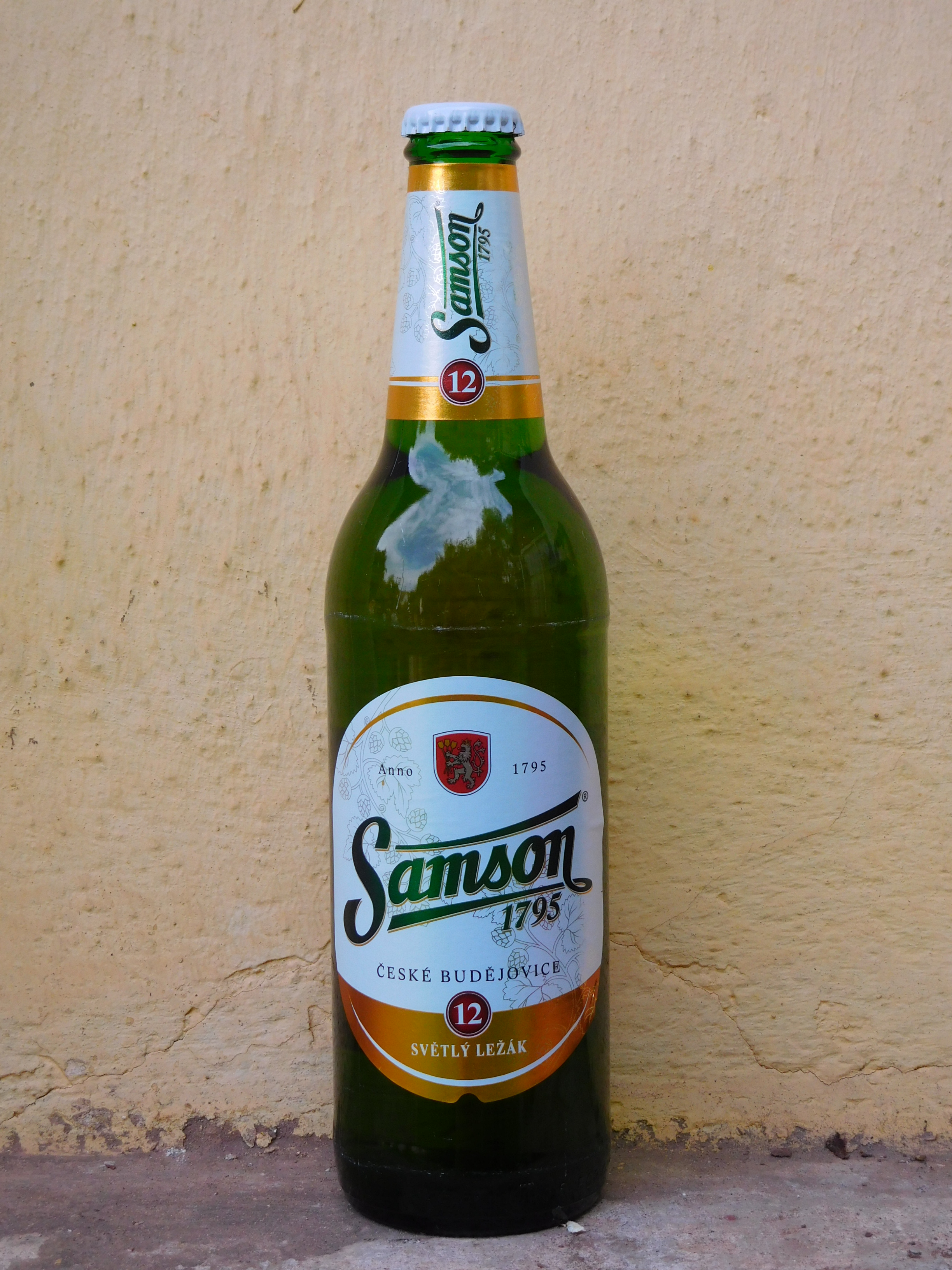
Samson 1795

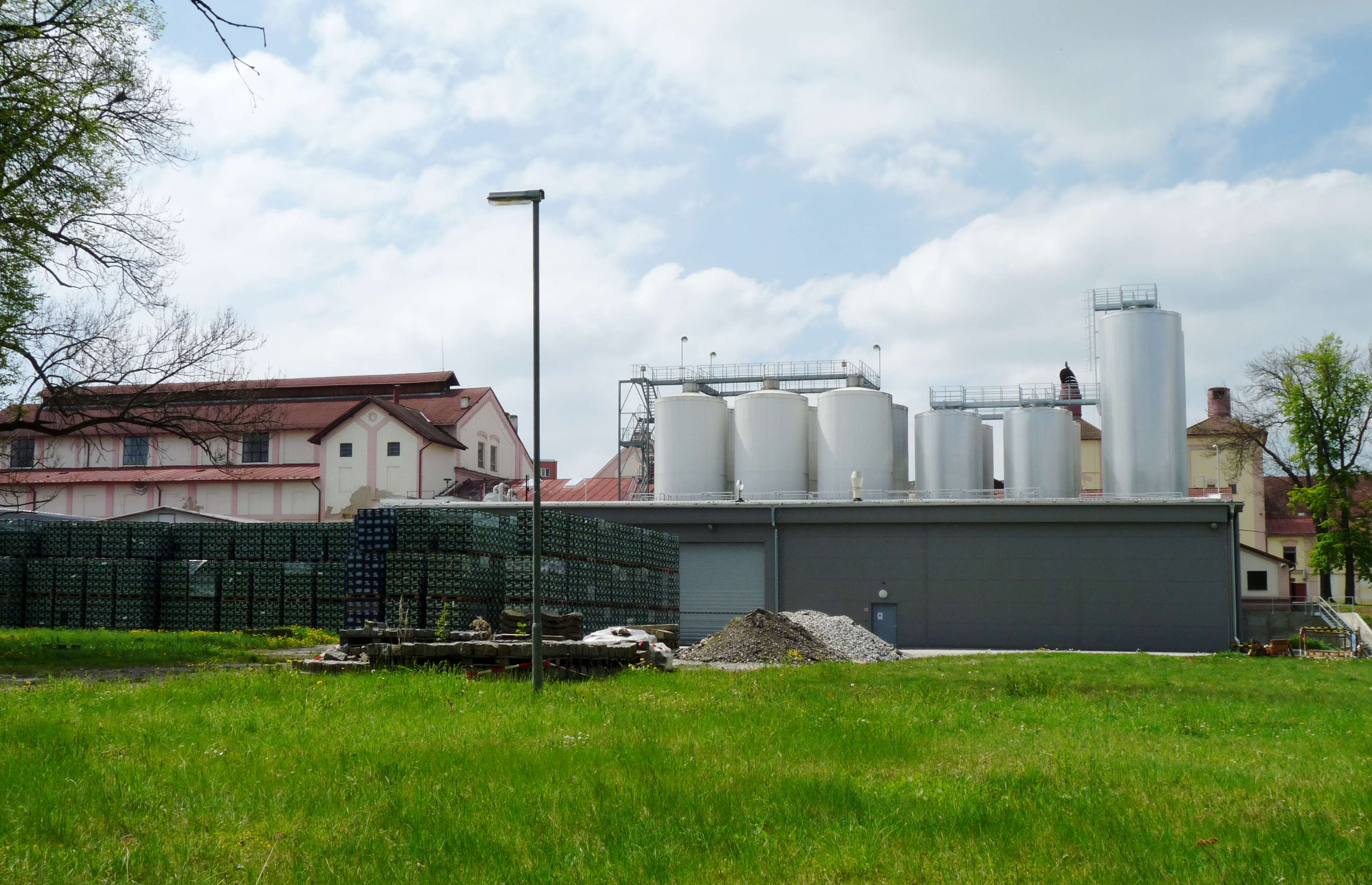
Pohled k pivovaru z cyklostezky podél řeky Malše

Budějovický měšťanský pivovar (německy Budweiser Bürgerbräu) je českobudějovický pivovar založený roku 1795. Jedná se o nejstarší pivovar v Českých Budějovicích. A ač je tento pivovar starší, do roku 2005 nemohl používat značku Budweiser Bürgerbräu, kterou měl registrovanou Budějovický Budvar. Známý je také pod jménem Pivovar Samson. Pivovar se nachází na Lidické ulici a je po něm pojmenovaná zastávka Samson.

## Historie
Od samého založení města roku 1265 se v Českých Budějovicích vařilo pivo, občané města měli právo várečné. Vaření piva se rovněž postupně stávalo předmětem sporu mezi měšťany a radnicí. Roku 1495 došlo k dohodě, podle níž si měšťané ponechají právo vařit pivo z ječného sladu – červené a město bude vařit pivo bílé – pšeničné. Radní tehdy vystavěli vlastní pivovar. Po pokračujících sporech komise císařovny Marie Terezie v roce 1751 oba pivovary převedla pod správu měšťanstva. Roku 1795 se uzavřely smlouvy o sloučení obou pivovarů a tento letopočet je uznáván rokem založení pivovaru. Se snahou chránit práva pivovarské firmy, správní rada roku 1894 pivovar pojmenovala: „Budějovičtí právovárečníci – Měšťanský pivovar Budějovice – založen v roce 1795“ (Das Bürgerliche Brauhaus in Budweis).
- 1948 – pivovar převzat do státního vlastnictví a začleněn do Jihočeské pivovary n.p. s názvem První českobudějovický pivovar
- 1960 – přejmenován na Pivovar Samson
- 1989 – návrat k původnímu označení První budějovický pivovar Samson
- 1992 – se stal součástí Jihočeské pivovary České Budějovice a.s.
- 2001 – změna názvu na Budějovický měšťanský pivovar, a.s.
- 2011 – pivovar se rozdělil na 2 společnosti, Budějovický měšťanský pivovar, a.s. – patří ji ochranné známky Budweiser Bier a artéská studna, a na společnost Pivovar Samson a.s. (vlastní technologii, nemovitosti a zaměstnance).
- 2014 – obě společnosti byly prodány americké firmě Anheuser-Busch,[3] vyráběné pivo bylo znovu přejmenováno na Samson.[4]
- 2021 – vznikly dvě společnosti s ručením omezeným: Budějovický měšťanský pivovar, s.r.o. a Pivovar Samson s.r.o. – vlastníkem obou firem je AB InBev America Holdings Limited.[5][6]

V roce 2023 byl Samson označen za nejprodělečnější pivovar na světě, okolo 30 let v řadě ztrácí ročně desítky milionů Kč. Jenom v roce 2023 pivovar prodělal téměř 100 milionů korun.

## Vyráběné značky a druhy piv
Pivovar vlastní mezinárodní ochranné známky Crystal, Czech Beer Crystal, Biere Tcheque Crystal a Samson. Od roku 1991 může používat chráněné označení původu Budějovický měšťanský var a Budweiser Bürgerbräu, od roku 1993 také Budějovické pivo, Budweiser Bier, Biere de Budweis a Budweis Beer. O poslední uvedené značky vede soudní spory s Budějovickým Budvarem. Dříve vyráběla pivo „B.B. Budweiser“ (v USA pod názvem „B.B. Bürgerbräu)“. Exportní značky jsou hlavně „Samson“ a „1795“. Russian Tradition Group si u Samsonu nechává vařit piva „Pražačka“ a „Černovar“.
Pivovar Samson vaří v současnosti tyto druhy piva:
- Samson 10 – světlé pivo, obsah alkoholu 4,1 %
- Samson 11 – světlý ležák, obsah alkoholu 4,7 %
- Samson 12 – světlý ležák, obsah alkoholu 5,1 %
- Samson Nachmelený ležák – světlý ležák, obsah alkoholu 4,9 %
- Samson Tmavý ležák – tmavý ležák, obsah alkoholu 4,5 %
- Samson Bock – speciální světlé pivo, obsah alkoholu 6,1 %
- Samson Ležák 1795 – světlé pivo pro cizince, obsah alkoholu 4,7 %
- Samson Pito – nealkoholické pivo, obsah alkoholu max 0,50 %
- Samson Pito za studena chmelené – nealkoholické pivo, obsah alkoholu max 0,50 %

## Lahve
Do konce roku 2012 pivovar stáčel své produkty do klasické lahve typu NRW. Od ledna 2013 se veškerá produkce pivovaru stáčí do 0,5l vratných lahví typu České pivo v zeleném provedení. Část produkce se stáčí rovněž do vratných nebo nevratných zelených 0,33l lahví.